# Peru Nolaskoain
Peru Nolaskoain Esnal (Zumaia, 25 ottobre 1998) è un calciatore spagnolo, centrocampista o difensore dell'Eibar.

## Caratteristiche tecniche
Nato come mediano, a partire dalla stagione 2018-2019 è stato impiegato da difensore centrale.

## Carriera

### Club
Cresciuto nel settore giovanile dell'Athletic Bilbao, ha esordito il 20 agosto 2018 in occasione del match di Liga vinto 2-1 contro il Leganés. Nell'occasione ha trovato anche la sua prima rete aprendo le marcature al 27' con un colpo di testa su calcio d'angolo.

### Nazionale
Ha giocato nelle nazionali giovanili spagnole Under-19 ed Under-20.

## Statistiche

### Presenze e reti nei club
Statistiche aggiornate al 22 ottobre 2018.
| Stagione        | Squadra         | Campionato      | Campionato | Campionato | Coppe nazionali | Coppe nazionali | Coppe nazionali | Coppe continentali | Coppe continentali | Coppe continentali | Altre coppe | Altre coppe | Altre coppe | Totale | Totale | Totale |
| Stagione        | Squadra         | Comp            | Pres       | Reti       | Comp            | Pres            | Reti            | Comp               | Pres               | Reti               | Comp        | Pres        | Reti        | Pres   | Reti   |        |
| --------------- | --------------- | --------------- | ---------- | ---------- | --------------- | --------------- | --------------- | ------------------ | ------------------ | ------------------ | ----------- | ----------- | ----------- | ------ | ------ | ------ |
| 2016-2017       | Bilbao Athletic | SDB             | 22         | 1          |                 | -               | -               |                    | -                  | -                  |             | -           | -           | 22     | 1      |        |
| 2017-2018       | Bilbao Athletic | SDB             | 39         | 4          |                 | -               | -               |                    | -                  | -                  |             | -           | -           | 39     | 4      |        |
| 2018-2019       | Bilbao Athletic | SDB             | 3          | 0          |                 | -               | -               |                    | -                  | -                  |             | -           | -           | 3      | 0      |        |
| 2018-2019       | Athletic Bilbao | PD              | 4          | 1          | CR              | 0               | 0               |                    | -                  | -                  |             | -           | -           | 4      | 1      |        |
| Totale carriera | Totale carriera | Totale carriera | 68         | 6          |                 | 0               | 0               |                    | -                  | -                  |             | -           | -           | 68     | 6      |        |

## Palmarès

### Club

#### Competizioni nazionali
- Supercoppa di Spagna: 1

Athletic Bilbao: 2021